# Панов, Владимир Михайлович
Влади́мир Миха́йлович Пано́в (12 июня 1935, Темников, Мордовская АССР, РСФСР, СССР — 25 марта 2024, Йошкар-Ола, Марий Эл, Россия) — советский и российский поэт, переводчик, журналист, член Союза журналистов СССР с 1964 года и Союза писателей СССР с 1988 года. Автор русского текста гимна Республики Марий Эл (1992). Литературный консультант Союза писателей Марийской АССР / Республики Марий Эл (1974—1995). Заслуженный работник культуры Республики Марий Эл (2016). Лауреат Премии Марийского комсомола имени Олыка Ипая (1982). Член КПСС.

## Биография
Родился 12 июня 1935 года в г. Темникове ныне Мордовии в семье служащего. В 1953 году окончил среднюю школу, в 1955 году — филологический факультет Темниковского учительского института. В том же году был направлен учителем в Алтайский край.
В 1955—1958 годах служил матросом на Тихоокеанском флоте.
После службы на флоте работал в Баку, Горьком и Мордовии.
В 1961 году переехал в Йошкар-Олу, где служил в органах МВД, был корреспондентом республиканских и многотиражных газет.
В 1974—1995 годах вплоть до выхода на пенсию работал литературным консультантом марийского Союза писателей, руководил секцией русской поэзии.
Скончался 25 марта 2024 года в Йошкар-Оле.

## Литературная деятельность
Впервые начал публиковать свои стихотворения с 1953 года. Его стихи часто публиковались на страницах газет Марийской АССР, включались в коллективные сборники «Откровение», «К вам идут стихи» и др.
С 1969 года начал выпускать отдельные поэтические книги. Всего вышло 12 сборников стихов поэта. Также им написан ряд поэм, в том числе «Верность», «Атаманша Алёна», «Земная радуга» и др.
В 1964 году был принят в Союз журналистов СССР, в 1988 году ― в Союз писателей СССР. Будучи литературным консультантом марийского Союза писателей, стал инициатором издания и составителем альманаха «Дружба» (1975—1985). Был составителем коллективных сборников писателей Республики Марий Эл, например, «Русское слово Марий Эл».
Известен и как переводчик: перевёл на русский язык сборники стихов В. Бояриновой «В стране колокольчиков», А. Селина «Дальние вёрсты», стихи И. Горного, Г. Матюковского, В. Колумба, А. Богданова и других марийских поэтов. В свою очередь его стихи переводились на украинский, мордовский, чувашский, татарский и марийский языки, печатались в газете «Марий коммуна», журнале «Ончыко».
Его пьеса «Волшебница Элнет» поставлена в Республиканском театре кукол на русском и в переводе народного писателя Республики Марий Эл В. Абукаева-Эмгака — на марийском языках.
В 1991 году стал автором русского текста гимна Республики Марий Эл (марийский текст — Д. Исламов).
В 1982 году за книгу стихов и поэм «Радостный полдень» был удостоен Премии Марийского комсомола им. Олыка Ипая. В 2016 году ему присвоено почётное звание «Заслуженный работник культуры Республики Марий Эл». Также награждён медалью «Ветеран труда», Почётной грамотой Республики Марий Эл.

## Основные произведения
Далее представлен список основных произведений В. Панова:
- Небо в пригоршнях: стихи. — Йошкар-Ола, 1969. — 88 с.
- Высота: стихи, поэма. — Йошкар-Ола, 1976. — 96 с.
- Мальчишки нашего двора: стихи для детей младшего школьного возраста. — Йошкар-Ола, 1978. — 32 с.
- Радостный полдень: стихи, поэма. — Йошкар-Ола, 1981. — 96 с.
- Мы плывём в Ленинград: стихи для младшего школьного возраста. —Йошкар-Ола, 1982. — 32 с.
- Струны сердца: стихи, поэма. — Йошкар-Ола, 1985. — 96 с.
- Родники: стихи, поэмы, переводы. — Йошкар-Ола, 1994. — 160 с.
- Предосенье; Всё как есть...; Пожелания; Ожидание; Ступени: стихи // Русское слово Марий Эл / сост. В. М. Панов. — Йошкар-Ола, 2004. — С. 179—183.
- Последняя встреча: стихи, поэмы, пьеса, переводы, проза. — Йошкар-Ола: Марийское книжное издательство, 2010.  — 271 с.
- Штрихи жизни: поэмы, стихи. — Йошкар-Ола: Издательский дом «Марийское книжное издательство», 2020. — 95 с.

## Переводные произведения
Список переводных произведений В. Панова:
- Стихи // Голоса молодых / перевод с марийского. — Йошкар-Ола, 1973. — С. 23—34.
- Цыганка; Старая церковь; Пастух Петров; Королева; Зрелость: стихи // Середина земли родной. — М., 1987. — С. 303—312.
- Братство песенных сердец: стихи марийских поэтов и поэтов братских республик. — Йошкар-Ола, 1990. — 160 с.

## Признание
- Заслуженный работник культуры Республики Марий Эл (2016)[7]
- Премия Марийского комсомола имени Олыка Ипая (1982)[1]
- Медаль «Ветеран труда»[1]
- Медаль «За доблестный труд. В ознаменование 100-летия со дня рождения Владимира Ильича Ленина»
- Почётная грамота Республики Марий Эл (1995)[1]
- Почётная грамота Государственного Собрания Республики Марий Эл (2005)[1]